# Emma Berglund
Emma Sofia Berglund (nacida el 19 de diciembre de 1988) es una futbolista sueca. Juega como defensora para Kopparbergs/Göteborg FC en el Damallsvenskan y en la selección de Suecia.

## Carrera de clubes
Berglund se unió a Umeå IK en 2006 y más tarde fue capitana del equipo. Dejó el Umeå después de la temporada 2014 para firmar con los campeones del Damallsvenskan, FC Rosengård, en diciembre de 2014. Fue capitana a partir de la temporada 2016. En julio de 2017, Berglund firmó por dos años con el Paris Saint-Germain, de la Division 1.

## Carrera internacional
Berglund hizo su debut para la selección mayor de Suecia en un empate 1–1 con los Estados Unidos el 20 de noviembre de 2011.
En junio de 2012 Berglund fue convocada para los Juegos Olímpicos de Londres, donde jugó los cuatro partidos de Suecia. Se perdió la Eurocopa 2013 por una lesión de ligamento cruzado anterior en abril del 2013.

## Palmarés

### Club
Umeå IK
- Damallsvenskan: 2006, 2007, 2008
- Svenska Cupen: 2007
- Svenska Supercupen: 2007, 2008

FC Rosengård
- Damallsvenskan: 2015
- Svenska Cupen: 2016
- Svenska Supercupen: 2015, 2016

### Internacional
- Juegos Olímpicos 2016: Medalla de Plata